# إيفان ساندرز
إيفان ساندرز (بالإندونيسية: Evan Sanders)‏ هو مغني وممثل إندونيسي، ولد في 8 نوفمبر 1981 في إندونيسيا.

## وصلات خارجية
- إيفان ساندرز على موقع IMDb (الإنجليزية)
- إيفان ساندرز على موقع قاعدة بيانات الفيلم (الإنجليزية)